# Julio De Zan
Julio Darío De Zan (Buenos Aires, 27 de noviembre de 1940- Santa Fe 18 de agosto de 2017) era un Doctor en Filosofía, investigador y profesor especializado en temas de ética y filosofía política, filosofía alemana moderna y contemporánea y a la problemática del pensamiento latinoamericano y argentino.

## Biografía
De Zan se graduó como Profesor en Filosofía por la Universidad Católica de Santa Fe en 1964 y luego como Doctor en Filosofía por la Universidad del Salvador. Fue becario de la Fundación Alexander von Humboldt en la Universidad Ruhr de Bochum en Alemania, para estudios posdoctorales,  bajo la dirección del Prof. Dr. Otto Pöggeler y de la Fundación para el Intercambio Cultural Alemán Latino-Americano, Universidad de Frankfurt (1987/88) donde fueron sus profesores los renombrados filósofos Karl Otto Apel y Jürgen Habermas.
Es Investigador Principal del CONICET y profesor de Universidad Nacional de Entre Ríos, y de la UNSAM.
Miembro de diversas Asociaciones académicas nacionales e internacionales. Miembro fundador y Director de Tópicos, Revista de Filosofía de Santa Fe.
Miembro del Consejo Asesor de Cuadernos de Ética (Buenos Aires); de Cuadernos del Sur, Universidad Nacional del Sur;  de Erasmus, Revista Latinoamericana interdisciplinaria, de la Fundación para el Intercambio Cultural Latinoamericano Alemán (ICALA); de Educación en Ciencias sociales; de Perspectivas metodológicas, Universidad Nacional de Lanús, y del Comité internacional del Jahrbuch für Hegelforschung, Bochum, Alemania.
Vicerrector de la Universidad Católica de Santa Fe entre 1992 y 1995; integró cargos de gestión en la Universidad Católica Argentina, la Universidad Nacional del Litoral y el Consejo de Rectores de las Universidades Nacionales.
Fue Secretario de Cultura y Comunicación social de la Provincia de Santa Fe (1988/1991).
En reconocimiento por su extensa trayectoria en el campo de la educación e investigación filosófica fue declarado Santafesino Ilustre por el Consejo Municipal de la ciudad de Santa Fe.

## Obras
Ha publicado numerosos libros, capítulos de libros y artículos en revistas especializadas.
- 1971 - Bases para la Modernización de la Estructura Académica de la Universidad
- 1973 - Hacia una Filosofía de la Liberación Latinoamericana, vol. colectivo
- 1975 - Cultura popular y Filosofía de la Liberación, vol. colectivo,
- 1983 - El conocimiento del Ser y la Metafísica
- 1986 - Federalismo y Filosofía política. Citado en[9]

- 1991 - Ética Comunicativa y Democracia, vol. colectivo, citado en[10]
- 1993 - Libertad, poder y Discurso[11]
- 1994 - Éticas del Siglo, vol. Colectivo.[12]
- 2002 - Panorama de la ética continental contemporánea[13]
- 2003 - La filosofía práctica de Hegel. El trabajo y la propiedad en la génesios de la Teoría del espíritu objetivo ISBN 987-98994-6-6
- 2004 - La ética, los derecho y la Justicia[14]

- 2007 - Ética del Discurso. Recepción y crítica desde América Latina[15] ISBN 978-987-1318-09-4
- 2008 - Los sujetos de la política en la filosofía moderna y contemporánea, Vol. Colectivo,[16]

- 2009 - Semiótica Filosófica de Karl Otto Apel, (Edición, traducción y Estudio Introductorio)  ISBN 978-987-574-311-3

- 2009 - La Filosofía social y política de Hegel[17]

- 2013 - La vieja y la nueva política. Libertad, Poder y Discurso[18][19]

- 2013 - La gramática profunda del ethos. Estudios sobre la filosofía moral de Kant[20]

- 2016 - La primera filosofía del espíritu de Hegel. Jena 1803/04. Traducción, estudio introductorio y notas y comentarios por aparecer.

## Distinciones
- Diploma al mérito, Fundación Konex Humanidades 1996[21]